# Praxis mit Meerblick – Familienbande
Familienbande ist ein deutscher Fernsehfilm von Wolfgang Eißler aus dem Jahr 2020. Es handelt sich um den neunten Film der ARD-Reihe Praxis mit Meerblick mit Tanja Wedhorn als Ärztin Nora Kaminski in der Hauptrolle. Die deutsche Erstausstrahlung erfolgte am 20. März 2020 auf dem ARD-Sendeplatz Endlich Freitag im Ersten.

## Handlung
Nora Kaminski, die Ärztin ohne Doktortitel, muss in ihrem neunten Einsatz der nierenkranken Hilde Fischer, deren Ehemann Bodo an einer Demenz leidet, helfen. Außerdem muss sie sich von ihrem Praxiskollegen Dr. Hannes Stresow, der sich gerade vermehrt mit seiner Jugendliebe wieder trifft, verabschieden. Ihr Sohn Kai ist nun offiziell mit seiner großen Liebe, der Schwester Mandy zusammen.
Mandy stellt fest, schwanger zu sein – doch nicht von Kai, sondern ihrer zwischenzeitlichen Affäre Jan. Für Kai, der aus allen Wolken fällt, steht mitten in der Examensvorbereitung eine schwere Entscheidung an. Unterdessen stellt sein Vater Peer die Weichen auf Zukunft: Der Berliner Staranwalt sucht Büroräume auf der Ostseeinsel für eine gemeinsame Kanzlei mit seinem Sohn.
Noras ganze Aufmerksamkeit erfordert die Notfallpatientin Hilde Fischer, die sie mit Nierenversagen ins Krankenhaus bringen muss. Schon bald bemerkt die Ärztin, dass Hildes Ehemann Bodo dement ist und selbst Betreuung braucht. Der einzige Angehörige des Paares, ihr Sohn Marko, möchte jedoch nichts mehr mit seinen Eltern zu tun haben.
Im Verlauf der Behandlung wird deutlich, dass Hilde auf eine Spenderniere angewiesen ist, jedoch aufgrund ihres Alters viel zu lange warten muss, um eine solche zu erhalten. Daher prüft Nora, ob Marko für eine Spende in Betracht kommt.
Bei einem Gespräch mit ihm erklärt Marko, gerne seine Mutter zu besuchen und für sie da sein zu wollen, lehnt aber weiter jede Verantwortung für seinen Vater Bodo ab.
Grund hierfür ist der schon neun Jahre zurück liegende Tod seines Bruders Jens, bei dem Bodo erklärte, er wünsche sich lieber, dass Marko tot sei als Jens. Im Gegensatz zu ihm ist Bodo nicht sein leiblicher Vater.
Nach anfänglicher Ablehnung willigt Hilde schließlich in eine Nierentransplantation von Marko ein.
Mandy gesteht Kai, schwanger zu sein, worauf dieser zunächst den Kontakt abbricht. Nach einiger Zeit der Distanz entscheidet er sich jedoch doch dafür, seine Liebe zu Mandy zu leben und sie auch mit dem Kind eines anderen Mannes annehmen zu wollen.
Dr. Stresow bereitet sich darauf vor, Rügen und die Praxis zu verlassen – das Jahr, das von Anfang an als Zeit der Arbeit vor Ort definiert war, ist fast vorbei.
Für ihn wird eine Abschiedsparty vorbereitet, bevor er wieder in die Schweiz zurückkehrt.
In der Schlussszene fragt Stresow Nora, ob sie schon einen Nachfolger gefunden hat, was diese verneint.

## Hintergrund
Familienbande wurde vom 2. September 2019 bis zum 1. Oktober 2019 in Berlin, Rügen und Stralsund gedreht. Produziert wurde der Film von der Real Film Berlin.